# 고층운

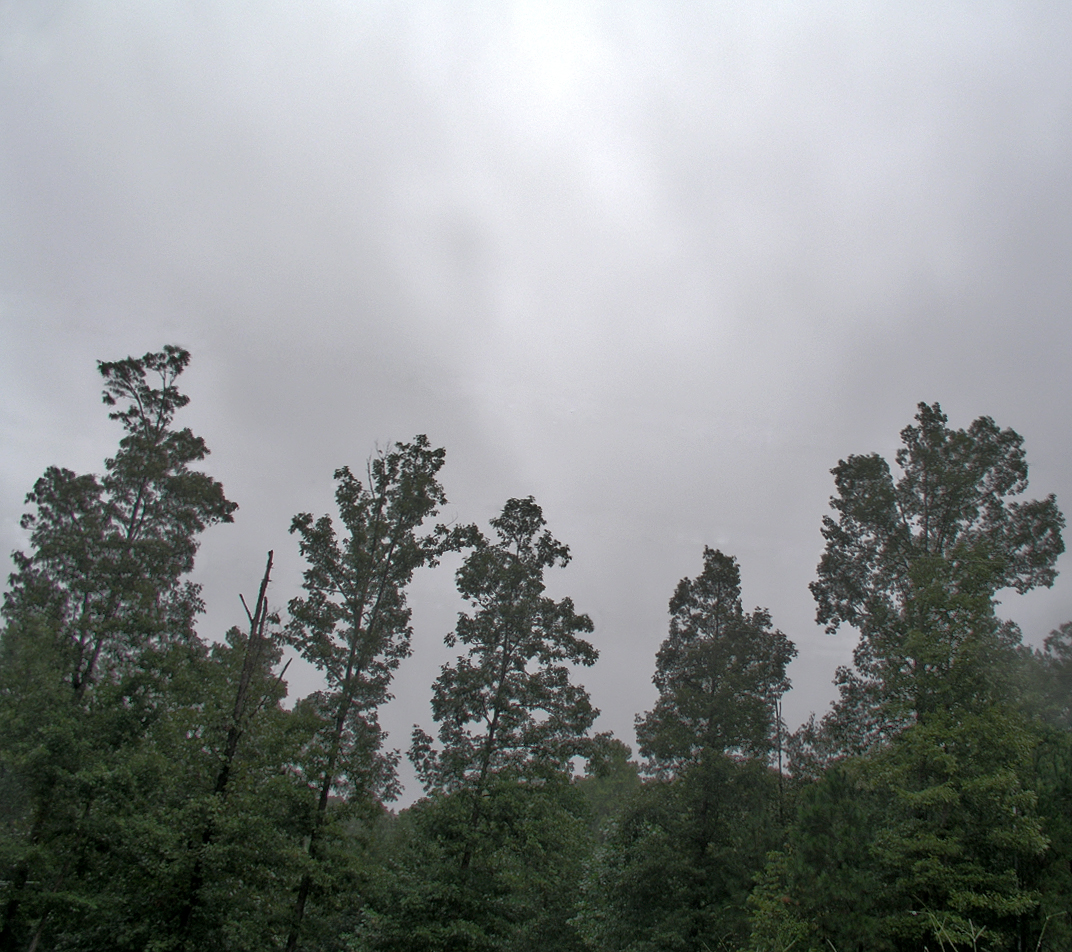
고층운

고층운(高層雲, 영어: altostratus)은 중층운으로 높층구름, 흰색차일구름이라고도 한다.
보통 지표면에서 2 ~ 7km의 높이에서 나타나며, 때로는 상층에서 나타나기도 한다. 두께는 수백 m에서 수천 m에 이르며, 구름의 정상은 1km 높이까지 이르기도 한다. 따라서 두꺼운 고층운의 상층부는 빙정, 중층부는 빙정, 눈송이, 과냉각물방울의 혼합물, 하층부는 대부분 과냉각물방울이나 물방울로 이루어져 있다. 그러나 얇은 구름은 물방울만으로 이루어져 있는 경우도 있다.
얼룩이 없는 고른 모양을 나타낼 때도 있고, 줄기가 있는 섬유나 털 모양의 조직을 나타내기도 한다. 이 구름의 엷은 부분에서는 반투명 유리를 통해서 보는 것과 같이 해와 달의 위치가 어렴풋이 드러날 정도이며 두꺼운 권층운과 비슷한 모양 형태를 띠고 있지만 햇무리와 달무리 현상은 나타나지 않는다. 두꺼운 고층운에서는 약한 비나 눈이 내리기도 한다.